# Rallye Dakar 1992

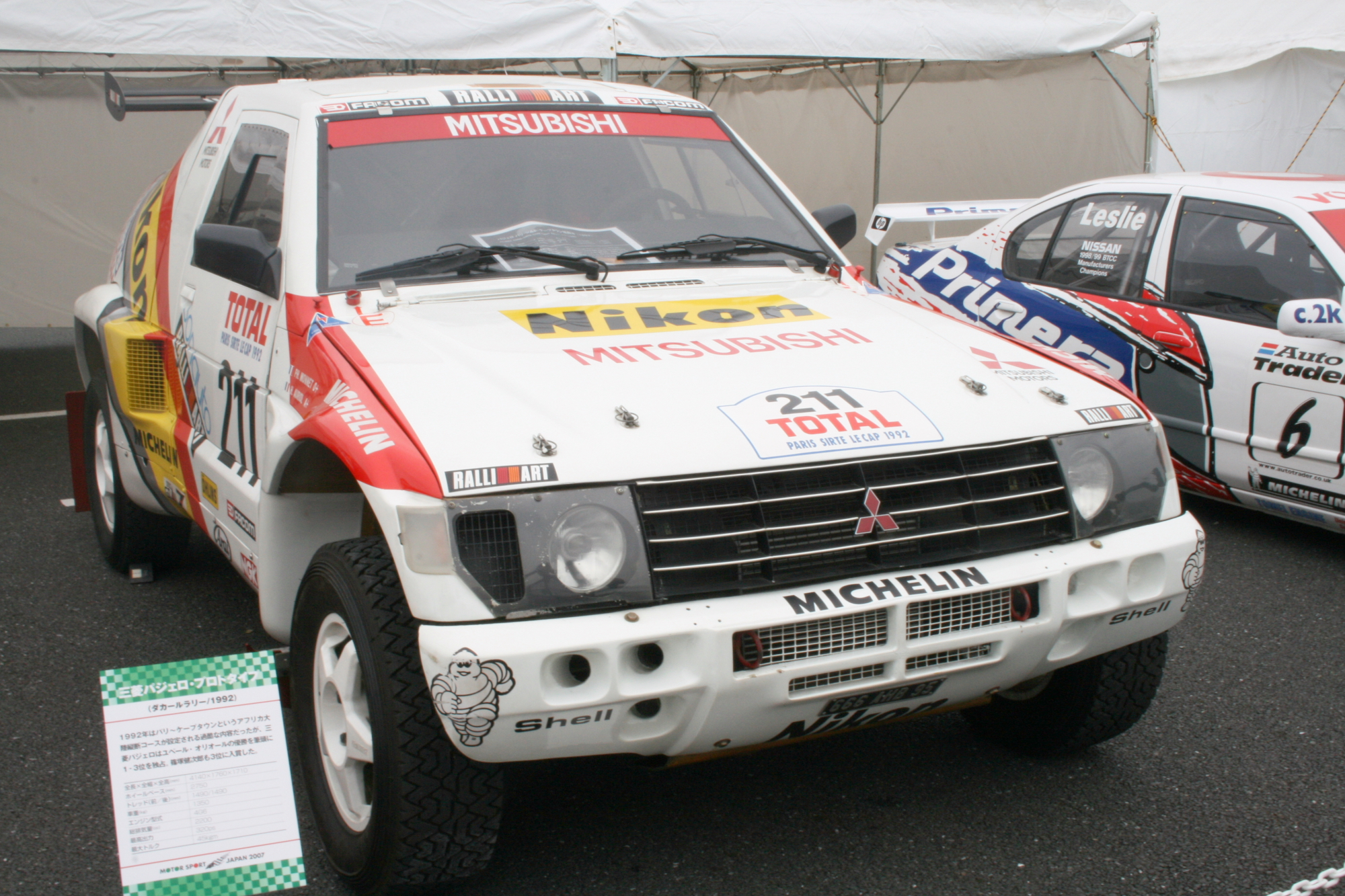
Siegerfahrzeug Mitsubishi Pajero Evolution von Hubert Auriol

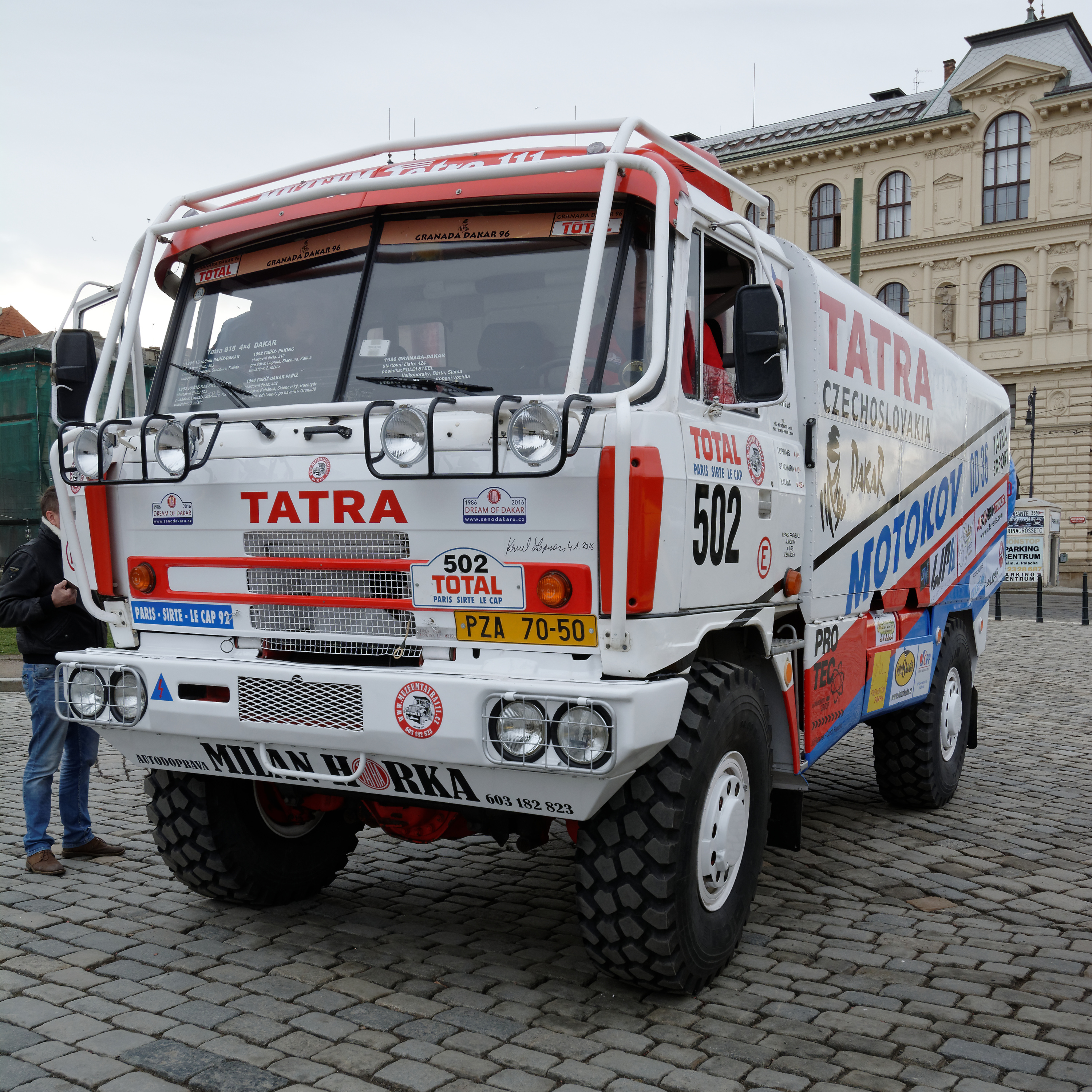
Tatra 815 des Drittplatzierten Karel Loprais in der LKW-Klasse

Die Rallye Dakar 1992 (Paris-Dakar Paris-Sirte-Le Cap) war die 14. Ausgabe der Rallye Dakar. Sie begann am 25. Dezember 1991 in Paris und endete am 16. Januar 1992 in Kapstadt.
Die Strecke führte über 12.427 km (davon 6.263 Wertungskilometer) durch Frankreich, Libyen, Niger, Tschad, Zentralafrikanische Republik, Kamerun, Gabun, Republik Kongo, Angola, Namibia und Südafrika.
An der Rallye nahmen insgesamt 332 Teilnehmer – 133 Autos, 98 Motorräder und 101 LKW teil.

## Endwertung

### Motorräder
|    | Fahrer               | Fahrzeug                    |
| -- | -------------------- | --------------------------- |
| 1. | Stéphane Peterhansel | Yamaha YZE750T Super Ténéré |
| 2. | Danny LaPorte        | Cagiva                      |
| 3. | Jordi Arcarons       | Cagiva                      |

### PKW
|    | Fahrer            | Fahrzeug                    |
| -- | ----------------- | --------------------------- |
| 1. | Hubert Auriol     | Mitsubishi Pajero Evolution |
| 2. | Erwin Weber       | Mitsubishi Pajero Evolution |
| 3. | Kenjirō Shinozuka | Mitsubishi Pajero Evolution |

### LKW
Im Jahr 1992 gab es offiziell keine Einzelwertung für LKW, diese wurden zusammen mit den PKW gewertet.
|    | Fahrer            | Fahrzeug  |
| -- | ----------------- | --------- |
| 1. | Francesco Perlini | Perlini   |
| 2. | Jacques Houssat   | Perlini   |
| 3. | Karel Loprais     | Tatra 815 |